# Морозов, Леонид Архипович
Леонид Архипович Морозов (родился 27 ноября 1947) — советский футболист, защитник.

## Биография
Выступал за команды «Уралмаш», ЦСКА, «Металлист» (Харьков), «Локомотив» (Винница), «Пахтакор» и «Андижанец». В составе ЦСКА провёл 8 матчей в высшей лиге чемпионата СССР. Обладатель приза «Лучшие дебютанты сезона» в 1965 году, бронзовый призёр чемпионата СССР 1965 года. В составе сборной СССР до 16 лет — победитель юниорского турнира УЕФА 1966, был капитаном сборной на турнире.